# William Z. Ripley
William Zebina Ripley (13 de octubre de 1867 - 16 de agosto de 1941) fue un economista estadounidense, profesor de economía en la Universidad de Columbia, profesor de economía en el MIT, profesor de economía política en la Universidad de Harvard y teórico racial. Ripley fue famoso por sus críticas a la economía ferroviaria estadounidense y las prácticas comerciales estadounidenses en los años 1920 y 1930 y más tarde su teoría racial tripartita de Europa. Su trabajo de antropología racial fue retomado más tarde por antropólogos físicos raciales, eugenistas y nacionalistas blancos y fue considerado un trabajo académico válido en su momento, aunque hoy en día se lo considera un excelente ejemplo de racismo científico.

## Primeros años
Nació en Medford, Massachusetts en 1867, hijo de Nathaniel L. Ripley y Estimate R.E. (Baldwin) Ripley. Asistió al Massachusetts Institute of Technology para su educación de pregrado en ingeniería, se graduó en 1890, y recibió una maestría y un doctorado de la Universidad de Columbia en 1892 y 1893, respectivamente. En 1893, se casó con Ida S. Davis.
De 1893 a 1901, Ripley daba conferencias sobre sociología en la Universidad de Columbia y de 1895 a 1901, fue profesor de economía en el MIT. Desde 1901 en adelante, fue profesor de economía política en la Universidad de Harvard.
Fue miembro correspondiente de la Sociedad Antropológica de París, la Sociedad Antropológica Romana, la Sociedad de Ciencias Naturales de Cherbourg, y en 1898 y 1900 a 1901, fue vicepresidente de la Asociación Económica Estadounidense.

## The Races of Europe

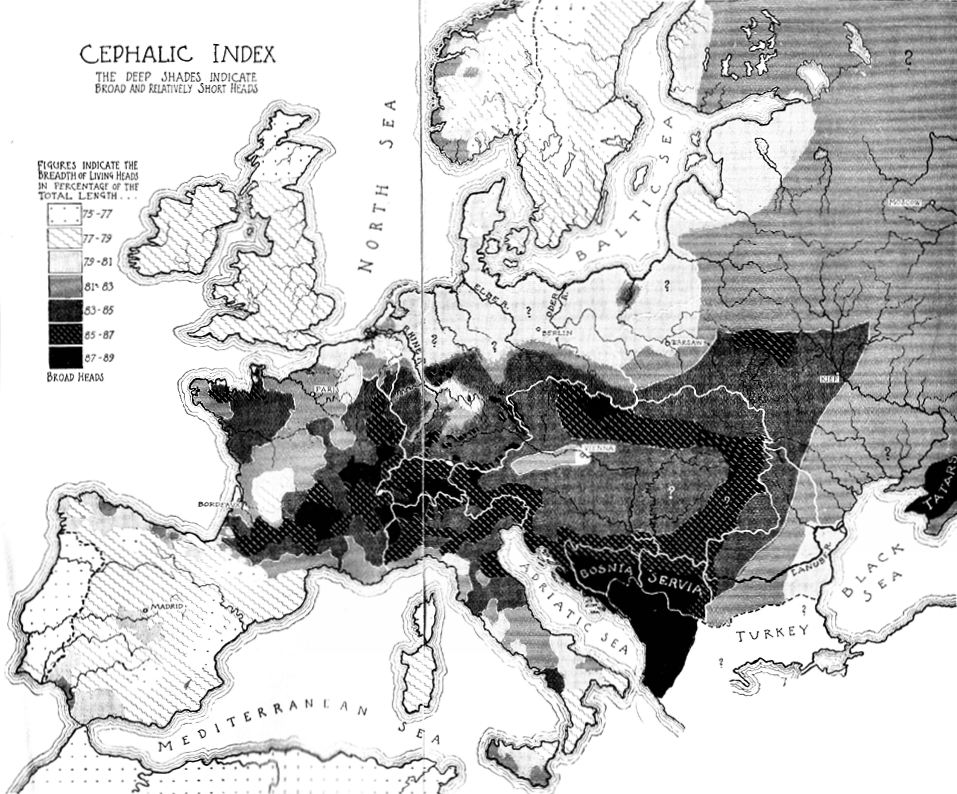
El mapa de índice cefálico de Ripley en Europa, de The Races of Europe (1899).

En 1899, escribió un libro titulado The Races of Europe (en español: Las razas de Europa): un estudio sociológico, que surgió a partir de una serie de conferencias que había impartido en el Lowell Institute de Columbia en 1896. Como muchos estadounidenses de su tiempo, en todos los niveles de educación, Ripley creía que el concepto de raza era explicativo de la diferencia humana. Incluso más allá, él creía que era el motor central para entender la historia de la humanidad, aunque su trabajo también otorgaba gran importancia a los factores ambientales y no biológicos, como las tradiciones. Él creía, como escribió en la introducción a Races of Europe, que:
"La raza, propiamente hablando, es responsable solo de aquellas peculiaridades, mentales o corporales, que se transmiten con constancia en la línea de descendencia física directa de padre a hijo. Muchos rasgos mentales, aptitudes o inclinaciones, por otro lado, que reaparecen persistentemente en poblaciones sucesivas pueden derivarse de una fuente completamente diferente. Pueden haber descendido colateralmente, siguiendo la línea de la sugestión puramente mental en virtud del mero contacto social con las generaciones precedentes".
El libro de Ripley, escrito para ayudar a financiar la educación de sus hijos, se convirtió en una obra de antropología ampliamente aceptada, debido a su cuidadosa escritura, compilación de datos aparentemente válidos y una crítica rigurosa de los datos de muchos otros antropólogos de Europa y los Estados Unidos.
Ripley basó sus conclusiones sobre la raza en sus intentos de correlacionar datos antropométricos con datos geográficos, especialmente utilizando el índice cefálico, que en ese momento se consideraba una medida antropométrica confiable. Con base en estas mediciones y otros datos sociogeográficos, Ripley clasificó a los europeos en tres razas distintas:
1. Teutónica: los miembros de la raza septentrional tenían cráneo largo (o dolicocefálico), estatura alta, ojos y piel pálidos.
2. Alpina: los miembros de la raza central eran de cráneo redondo (o braquicéfalos), robustos en estatura, y poseían ojos intermedios y color de piel.
3. Mediterránea: los miembros de la raza meridional eran de cráneo largo (o dolicocefálicos), de baja estatura y poseían ojos y piel oscuros.

En su libro, Ripley también propuso la idea de que "África comienza más allá de los Pirineos", como escribió en la página 272:
"Más allá de los Pirineos comienza África. Una vez que se cruza esa barrera natural, el tipo racial mediterráneo en toda su pureza nos confronta. El fenómeno humano es completamente paralelo a la transición repentina a la flora y la fauna del sur. el resto de Europa están aliados en todos los aspectos antropológicos importantes con los pueblos que habitan África al norte del Sahara, desde el Mar Rojo hasta el Atlántico".
El sistema de raza tripartito de Ripley lo puso en desacuerdo tanto con los demás sobre el tema de la diferencia humana, incluidos los que insistieron en que había una sola raza europea, y los que insistieron en que había al menos diez razas europeas (como Joseph Deniker, Ripley lo vio como su principal rival). El conflicto entre Ripley y Deniker fue criticado por Jan Czekanowski, quien afirma que "las grandes discrepancias entre sus afirmaciones disminuyen la autoridad de la antropología", y lo que es más, señala, que tanto Deniker como Ripley tenían una característica común, como ambos omitieron la existencia de la raza armenoide, que Czekanowski afirmó ser una de las cuatro razas principales de Europa, especialmente entre los europeos orientales y meridionales. Escribiendo en un momento en que tales teorías racistas eran ampliamente aceptadas entre los académicos, Ripley fue el primer estadounidense en recibir la Medalla Huxley del Royal Anthropological Institute en 1908 por sus contribuciones a la antropología.
The Races of Europe, en general, se convirtieron en un libro influyente de la época en el campo de la taxonomía racial entonces aceptado. El sistema tripartito de clasificación racial de Ripley fue especialmente defendido por el propagandista racista Madison Grant, quien cambió el tipo "teutónico" de Ripley al propio tipo nórdico de Grant (tomando el nombre, pero poco más, de Deniker), que postuló como una raza maestra. Es en esta luz que el trabajo de Ripley sobre la raza se recuerda generalmente hoy, aunque poco de la ideología racista de Grant está presente en la obra original de Ripley.

## Economía
Ripley trabajó para Theodore Roosevelt en la Comisión Industrial de los Estados Unidos en 1900, ayudando a negociar las relaciones entre las compañías ferroviarias y las compañías de carbón de antracita. Sirvió en la Comisión de las Ocho Horas en 1916, ajustando los salarios de los ferrocarriles a la nueva jornada laboral de ocho horas. De 1917 a 1918, se desempeñó como Administrador de Normas Laborales para el Departamento de Guerra de los Estados Unidos, y ayudó a resolver huelgas ferroviarias.
Ripley fue vicepresidente de la American Economics Association 1898, 1900 y 1901, y fue elegido presidente en 1933. De 1919 a 1920, se desempeñó como presidente de la Comisión Nacional de Ajuste de la Junta de Embarque de los Estados Unidos, y de 1920 a 1923, se desempeñó en la Comisión de Comercio Interestatal. En 1921, fue examinador especial de ICC en la construcción de ferrocarriles. Allí, escribió el plan de la Corte Penal Internacional para la consolidación regional de los ferrocarriles estadounidenses, que se conoció como el Plan Ripley. En 1929, el ICC publicó el Plan de Ripley bajo el título Complete Plan of Consolidation. La ICC celebró numerosas audiencias con respecto al plan bajo el tema "En la cuestión de la consolidación de los ferrocarriles de los Estados Unidos en un número limitado de sistemas".
Comenzando con una serie de artículos en el Atlantic Monthly en 1925 bajo los titulares de "¡Detente, mira, escucha!", Ripley se convirtió en un crítico importante de las prácticas corporativas estadounidenses. En 1926, emitió una crítica bien circulada de las prácticas de especulación y secreto de Wall Street. Recibió un perfil de página completa en el New York Times con el titular, "Cuando Ripley habla, Wall Street tiene cuidado". Según la revista Time, Ripley se hizo ampliamente conocido como "El profesor que jaló a Wall Street".
Sin embargo, después de un accidente automovilístico en enero de 1927, Ripley sufrió un ataque de nervios y se vio obligada a recuperarse en un sanatorio en Connecticut. Después del colapso de Wall Street de 1929, ocasionalmente se le atribuyó haber predicho el desastre financiero. En diciembre de 1929, el New York Times dijo:
"Hace tres años [Ripley] habló algunas palabras sencillas sobre Wall Street, seguido de un accidente automovilístico y una crisis nerviosa. Hace unas semanas, Wall Street sufrió un colapso. Ahora el profesor Ripley se prepara para regresar a sus clases de Harvard el próximo febrero".
No pudo volver a la docencia hasta al menos en 1929. Sin embargo, a principios de la década de 1930, continuó criticando las prácticas laborales de la industria ferroviaria. En 1931, también testificó en una investigación bancaria del Senado, instando a frenar los fideicomisos de inversión. En 1932, apareció en el Comité Senatorial de Bancos y Divisas, y exigió una investigación pública sobre los asuntos financieros de las corporaciones y escribió una serie de artículos en el New York Times destacando la importancia de la economía ferroviaria para la economía del país. Sin embargo, hacia el final del año había sufrido otro ataque de nervios y se retiró a principios de 1933.
Ripley murió en 1941 en su casa de verano en East Edgecomb, Maine. Un obituario en el New York Times implicaba que Ripley había predicho el colapso de 1929 con sus "exposiciones intrépidas" de las prácticas de Wall Street, en particular su declaración de que:
"La prosperidad, no real sino engañosa, de hecho puede ser indebidamente prolongada por medios artificiales, pero al final la verdad está destinada a prevalecer".
Su libro, Railway Problems: An Early History of Competition, Rates and Regulations, se republicó en el 2000 como parte de una serie "Business Classic".